# La extorsión
Pour les articles homonymes, voir Extortion.
Pour plus de détails, voir Fiche technique et Distribution.
 La extorsión est un thriller argentin réalisé par  Martino Zaidelis et sorti en 2023. 
Ce thriller dramatique met en scène un pilote de ligne contraint de coopérer avec les services secrets argentins dans le cadre d'un trafic mystérieux entre l'Argentine et l'Espagne.

## Synopsis
Alejandro Petrossi, pilote aguerri, cache un problème de santé qui pourrait le clouer au sol. Menacé de perdre son emploi, il se retrouve manipulé par les services secrets et obligé de transporter des valises suspectes vers l'Europe. Piégé dans un engrenage dangereux, il tente de se libérer tout en protégeant ses proches.

## Fiche technique
Sauf indication contraire, les informations mentionnées dans cette section peuvent être confirmées par la base de données cinématographiques IMDb,  présente dans la section « Liens externes ».
- Titre original :  La extorsión
- Réalisation :  Martino Zaidelis
- Scénario :  Martín Mauregui, Andrés Gelós
- Photographie : Lucio Bonelli
- Montage : Emanuel Diez
- Musique : Dario Eskenazi
- Production : Juan José Campanella, Axel Kuschevatzky, Tomás Yankelevich, Martino Zaidelis
- Sociétés de production : VIS, Paramount Pictures, Infinity Hill
- Pays de production : Argentine
- Langue originale : espagnol
- Format : couleur
- Genre : thriller
- Durée : 105 minutes
- Dates de sortie[1] :
  - Argentine : 2023

## Distribution
Sauf indication contraire, les informations mentionnées dans cette section peuvent être confirmées par la base de données cinématographiques IMDb,  présente dans la section « Liens externes ».
- Guillermo Francella (es)  : Alejandro Petrossián
- Pablo Rago (es)  : Saavedra
- Andrea Frigerio (es)  : Carolina Guerrero
- Carlos Portaluppi (es)  : Mario Aldana
- Mónica Villa (es)  : Rita Tirabosco
- Alberto Ajaka (es)  :  Porchietto
- Guillermo Arengo (es)  : Fernando Marconi
- Juan Lo Sasso (es)  :  Andrés Sadik
- Joselo Bella (es)  :  Cristaldo
- Carla Pandolfi (es)  : Dra. Andrea Vitale
- Julieta Vallina (es)  : Nadia Akerman
- Romina Pinto (es)  :  Mara Viviani
- Osvaldo Djeredjian (es)  :  Beltramino
- Rubén Cirocco (es)  :  Custodio de Carolina
- Alejandro Botto

## Accueil
Le film a été salué pour sa tension narrative et la performance de Guillermo Francella. Il a été diffusé sur la plateforme Paramount+.